# Nội các Medvedev thứ hai
Nội các thứ 2 Medvedev là thành phần hiện tại của Chính phủ Nga dưới sự lãnh đạo của Thủ tướng Dmitry Medvedev. Nội các đã được phê duyệt vào ngày 18 tháng 5 năm 2018.

## Hình thành
Chính phủ bắt đầu hình thành sau lễ nhậm chức của Vladimir Putin vào ngày 7 tháng 5 năm 2018, khi Putin đề cử Medvedev làm Thủ tướng. Cùng ngày, Nước Nga thống nhất quyết định ủng hộ Medvedev. Vì Nước Nga thống nhất có hơn một nửa số ghế trong Duma Quốc gia, điều này có nghĩa là Medvedev sẽ trở thành Thủ tướng, ngay cả khi tất cả các Đảng khác đã bỏ phiếu chống lại nó. Vào ngày 8 tháng 5, Đảng Dân chủ Tự do cũng bày tỏ sự ủng hộ cho Dmitry Medvedev và đề cử sáu ứng cử viên cho chức vụ Bộ trưởng. Cùng ngày, sau một cuộc họp với Dmitry Medvedev, Đảng Cộng sản và Nước Nga công bằng từ chối ủng hộ Medvedev.
Lần đầu tiên kể từ năm 1991, các ứng cử viên cho Phó Thủ tướng được đề cử trước phiên họp toàn thể tại Duma Quốc gia.

### Phiên họp toàn thể Duma Quốc gia
Vào ngày 8 tháng 5, Dmitry Medvedev đã được Duma Quốc gia xác nhận là Thủ tướng.
| Đảng                   | Đại biểu | Thông qua | Chống | Trắng | Không bỏ phiếu | Khuyết |
| ---------------------- | -------- | --------- | ----- | ----- | -------------- | ------ |
| Nước Nga thống nhất    | 339      | 330       | 0     | 0     | 9              |        |
| Đảng Cộng sản          | 42       | 0         | 37    | 0     | 5              |        |
| Đảng Dân chủ Tự do     | 40       | 39        | 0     | 0     | 1              |        |
| Nước Nga công bằng     | 23       | 4         | 19    | 0     | 0              |        |
| Rodina                 | 1        | 1         | 0     | 0     | 0              |        |
| Đảng Nền tảng Công dân | 1        | 0         | 0     | 0     | 1              |        |
| Tất cả các Đảng        | 446      | 374       | 56    | 0     | 16             | 4      |
| Nguồn                  |          |           |       |       |                |        |

### Cấu trúc
Ngày 15 tháng 5, Dmitry Medvedev trao cho Tổng thống Vladimir Putin một bản dự thảo của Nội các. Trong đó, Bộ Giáo dục và Khoa học được chia thành Bộ Giáo dục và Bộ Khoa học và Giáo dục Đại học; Bộ Liên lạc và Thông tin đại chúng chúng được đổi tên thành Bộ Phát triển kỹ thuật số, Liên lạc và Thông tin đại chúng. Cùng ngày, Putin đã ký một Nghị định "Về cơ cấu của các cơ quan điều hành liên bang".
Thành phần của chính phủ đã được Tổng thống Vladimir Putin phê chuẩn vào ngày 18 tháng 5 năm 2018.

## Thay đổi sau đó
Ngày 26 tháng 2 năm 2019, Bộ Phát triển vùng Viễn Đông đổi tên thành Bộ Phát triển vùng Viễn Đông và Bắc cực.

## Thành phần
| Chức danh                                                             | Hình ảnh                                     | Họ và tên             | Đảng | Đảng                | Nhiệm kỳ             |
| --------------------------------------------------------------------- | -------------------------------------------- | --------------------- | ---- | ------------------- | -------------------- |
| Thủ tướng                                                             |                                              | Dmitry Medvedev       |      | Nước Nga thống nhất | 8/5/2018-15/1/2020   |
| Phó Thủ tướng                                                         |                                              |                       |      |                     |                      |
| Phó Thủ tướng thứ nhất Bộ trưởng Bộ Tài chính                         |                                              | Anton Siluanov        |      | Nước Nga thống nhất | 18/05/2018-15/1/2020 |
| Phó Thủ tướng về Nông nghiệp                                          |                                              | Alexey Gordeyev       |      | Nước Nga thống nhất | 18/05/2018-15/1/2020 |
| Phó Thủ tướng – Tham mưu trưởng cho Chính phủ                         |                                              | Konstantin Chuychenko |      | Nước Nga thống nhất | 18/05/2018-15/1/2020 |
| Phó Thủ tướng về Xây dựng                                             |                                              | Vitaly Mutko          |      | Nước Nga thống nhất | 18/05/2018-15/1/2020 |
| Phó Thủ tướng về Quốc phòng và Công nghiệp Không gian                 |                                              | Yury Borisov          |      | Không đảng phái     | 18/05/2018-15/1/2020 |
| Phó Thủ tướng về Công nghiệp và Năng lượng                            |                                              | Dmitry Kozak          |      | Nước Nga thống nhất | 18/05/2018-15/1/2020 |
| Phó Thủ tướng – Đặc phái viên Tổng thống đến Vùng liên bang Viễn Đông |                                              | Yury Trutnev          |      | Nước Nga thống nhất | 18/05/2018-15/1/2020 |
| Phó Thủ tướng về Chính sách xã hội, Lao động, Y tế và Trợ cấp hưu trí |                                              | Tatyana Golikova      |      | Nước Nga thống nhất | 18/05/2018-15/1/2020 |
| Phó Thủ tướng về Thể thao và Văn hóa                                  |                                              | Olga Golodets         |      | Nước Nga thống nhất | 18/05/2018-15/1/2020 |
| Phó Thủ tướng về Vận tải, Truyền thông và Kinh tế số                  |                                              | Maxim Akimov          |      | Nước Nga thống nhất | 18/05/2018-15/1/2020 |
| Bộ trưởng Liên bang                                                   |                                              |                       |      |                     |                      |
| Bộ trưởng Bộ Nông nghiệp                                              |                                              | Dmitry Patrushev      |      | Không đảng phái     | 18/05/2018-15/1/2020 |
| Bộ trưởng Bộ Phát triển kỹ thuật số, Liên lạc và Thông tin đại chúng  |                                              | Konstantin Noskov     |      | Không đảng phái     | 18/05/2018-15/1/2020 |
| Bộ trưởng Bộ Công nghiệp Xây dựng, Nhà ở                              |                                              | Vladimir Yakushev     |      | Nước Nga thống nhất | 18/05/2018-15/1/2020 |
| Bộ trưởng Bộ Văn hóa                                                  |                                              | Vladimir Medinsky     |      | Nước Nga thống nhất | 18/05/2018-15/1/2020 |
| Bộ trưởng Bộ Quốc phòng                                               |                                              | Sergey Shoygu         |      | Nước Nga thống nhất | 18/05/2018-15/1/2020 |
| Bộ trưởng Bộ Phát triển vùng Viễn Đông và Bắc cực                     |                                              | Alexander Kozlov      |      | Nước Nga thống nhất | 18/05/2018-15/1/2020 |
| Bộ trưởng Bộ Phát triển Kinh tế                                       |                                              | Maxim Oreshkin        |      | Nước Nga thống nhất | 18/05/2018-15/1/2020 |
| Bộ trưởng Bộ Giáo dục                                                 |                                              | Olga Vasilieva        |      | Không đảng phái     | 18/05/2018-15/1/2020 |
| Bộ trưởng Bộ Tình trạng khẩn cấp                                      |                                              | Yevgeny Zinichev      |      | Không đảng phái     | 18/05/2018-15/1/2020 |
| Bộ trưởng Bộ Năng lượng                                               |                                              | Alexander Novak       |      | Nước Nga thống nhất | 18/05/2018-15/1/2020 |
| Bộ trưởng Bộ Ngoại giao                                               | Tập tin:Sergey Lavrov, official photo 06.jpg | Sergey Lavrov         |      | Nước Nga thống nhất | 18/05/2018-15/1/2020 |
| Bộ trưởng Bộ Y tế                                                     |                                              | Veronika Skvortsova   |      | Không đảng phái     | 18/05/2018-15/1/2020 |
| Bộ trưởng Bộ Công thương                                              |                                              | Denis Manturov        |      | Nước Nga thống nhất | 18/05/2018-15/1/2020 |
| Bộ trưởng Bộ Nội vụ                                                   |                                              | Vladimir Kolokoltsev  |      | Nước Nga thống nhất | 18/05/2018-15/1/2020 |
| Bộ trưởng Bộ Tư pháp                                                  |                                              | Alexander Konovalov   |      | Nước Nga thống nhất | 18/05/2018-15/1/2020 |
| Bộ trưởng Bộ Lao đông và Xã hội                                       |                                              | Maxim Topilin         |      | Nước Nga thống nhất | 18/05/2018-15/1/2020 |
| Bộ trưởng Bộ Tài nguyên thiên nhiên                                   |                                              | Dmitry Kobylkin       |      | Nước Nga thống nhất | 18/05/2018-15/1/2020 |
| Bộ trưởng Bộ các vấn đề Bắc Kavkaz                                    |                                              | Sergey Chebotaryov    |      | Không đảng phái     | 18/05/2018-15/1/2020 |
| Bộ trưởng Bộ Khoa học và Giáo dục Đại học                             |                                              | Mikhail Kotyukov      |      | Không đảng phái     | 18/05/2018-15/1/2020 |
| Bộ trưởng Bộ Thể thao                                                 |                                              | Pavel Kolobkov        |      | Không đảng phái     | 18/05/2018-15/1/2020 |
| Bộ trưởng Bộ Giao thông                                               |                                              | Yevgeny Dietrich      |      | Không đảng phái     | 18/05/2018-15/1/2020 |